# 蔵本由紀
蔵本 由紀（くらもと よしき、男性、1940年 - ）は、日本の物理学者。学位は、理学博士（京都大学・1970年）。京都大学名誉教授。京都大学数理解析研究所客員教授。大阪市出身。専門は非線形動力学（非線形科学）、非平衡統計力学。特にリミットサイクル振動子の作るネットワークダイナミクスでは世界的権威である。

## 来歴
1964年、京都大学理学部物理学科卒業。1969年、京都大学大学院理学研究科博士課程単位取得退学、九州大学理学部助手。1976年4月、京都大学理学部助教授、1981年4月、京都大学基礎物理学研究所教授。1985年4月、京都大学理学部教授。1995年、京都大学大学院理学研究科教授。2004年、京都大学を定年退官、京都大学名誉教授、北海道大学COE特任教授。
2005年「同期現象などをめぐる非線形科学の先駆的研究」の業績により朝日賞を受賞。2008年、京都大学数理解析研究所客員教授（伊藤清博士ガウス賞受賞記念（野村グループ）数理解析寄附研究部門）。2013年、国際高等研究所副所長（2017年3月まで）。

## 業績
業績として、振動場の位相不安定性を記述した蔵本－シバシンスキー方程式を導出したことがある。これは時空カオスの最初の例である。もう一つの業績として、振動子集団の可解模型（現在では蔵本モデルと呼ばれる）を提唱したことがある。その他、反応拡散系における複素ギンツブルグ-ランダウ方程式の導出、結合振動子系における引き込み現象の研究などの業績がある。
冨田和久、森肇の弟子に当たる。元々は相転移の統計力学を研究していたが、散逸構造論でノーベル賞を受賞したイリヤ・プリゴジンらの研究に対する疑問から、非線形動力学の研究を始めた。
1984年に出版した"Chemical Oscillations, Waves, and Turbulence"は非線形動力学の分野で最も引用される文献の1つで、「出版部数より引用件数のほうが多い」などといわれている。2003年にも再出版されている。

## 受賞歴
- 2005年：朝日賞  『同期現象などをめぐる非線形科学の先駆的研究』に対して
- 2017年：WIRED Audi INNOVATION AWARD
- 2023年：Jürgen Moser Lecture（米国応用数理学会）
- 2025年：ボルツマン賞

## 主な著作
- Chemical Oscillations, Waves, and Turbulence Springer-Verlag, 1984（2003年にDover publicationsより再版）
- 『岩波講座 物理の世界 統計力学 1 ミクロとマクロをつなぐ—熱・統計力学の考え方』（岩波書店、2002）
- 『新しい自然学—非線形科学の可能性』(岩波書店、2003) ちくま学芸文庫、2016
- 『非線形科学』（集英社新書、2007）
- 『非線形科学同期する世界』集英社新書 2014

### 共著
- 『パターン形成』山田道夫,篠本滋,川崎恭治,甲斐昌一共著 朝倉書店 1991
- 『岩波講座現代の物理学 第15巻 散逸構造とカオス』森肇共著 岩波書店 1994
- Dissipative Structures and Chaos 森肇共著; translated by Glenn C. Paquette. Springer c1998.
- 『リズム現象の世界』編 東京大学出版会 非線形・非平衡現象の数理 2005 『リズム現象の世界　新装版』編 東京大学出版会 2023
- 『同期現象の数理 位相記述によるアプローチ』河村洋史共著 培風館 非線形科学シリーズ 2010